# Comuna Lelese, Hunedoara
Lelese (în maghiară: Lelesz, în germană: Lelsdorf) este o comună în județul Hunedoara, Transilvania, România, formată din satele Cerișor, Lelese (reședința), Runcu Mare și Sohodol.

## Demografie
Componența etnică a comunei Lelese
     Români (94,4%)
     Alte etnii (0%)
     Necunoscută (5,6%)
Componența confesională a comunei Lelese
     Ortodocși (87,91%)
     Penticostali (1,77%)
     Creștini după evanghelie (1,18%)
     Alte religii (0,59%)
     Necunoscută (8,55%)
Conform recensământului efectuat în 2021, populația comunei Lelese se ridică la 339 de locuitori, în scădere față de recensământul anterior din 2011, când fuseseră înregistrați 406 locuitori. Majoritatea locuitorilor sunt români (94,4%), iar pentru 5,6% nu se cunoaște apartenența etnică. Din punct de vedere confesional, majoritatea locuitorilor sunt ortodocși (87,91%), cu minorități de penticostali (1,77%) și creștini după evanghelie (1,18%), iar pentru 8,55% nu se cunoaște apartenența confesională.

## Politică și administrație
Comuna Lelese este administrată de un primar și un consiliu local compus din 9 consilieri. Primarul, Ciprian Gheorghe Achim[*], de la Partidul Social Democrat, este în funcție din 2000. Începând cu alegerile locale din 2024, consiliul local are următoarea componență pe partide politice:
|  | Partid                    | Consilieri | Componența Consiliului | Componența Consiliului | Componența Consiliului | Componența Consiliului | Componența Consiliului | Componența Consiliului | Componența Consiliului |
|  | ------------------------- | ---------- | ---------------------- | ---------------------- | ---------------------- | ---------------------- | ---------------------- | ---------------------- | ---------------------- |
|  | Partidul Social Democrat  | 7          |                        |                        |                        |                        |                        |                        |                        |
|  | Partidul Național Liberal | 2          |                        |                        |                        |                        |                        |                        |                        |

## Atracții turistice
- Biserica de lemn "Cuvioasa Paraschiva" din satul Runcu Mare, construcție 1887
- Valea Runcului

## Personalități născute aici
- Petru Poantă (1947 - 2013), critic literar, eseist.